# Lo mejor de Amy, la niña de la mochila azul
Lo mejor de Amy, la niña de la mochila azul, es el álbum compilatorio de la telenovela Amy, la niña de la mochila azul que contiene los mejores temas de los primeros dos álbumes: Amy, la niña de la mochila azul vol. 1 y vol. 2.

## Información
Debido al éxito que tuvieron los primeros dos discos de la telenovela, interpretados los temas en su mayoría por la cantante y actriz, Danna Paola, también la protagonista de la telenovela, Universal Music, sacó un álbum compilatorio que incluye los mejores temas de las dos producciones anteriores.

## Temas
Esta banda sonora de la telenovela, Amy, la niña de la mochila azul, incluye su tema Azul Como el Cielo, y también otras 11 canciones relacionadas con la telenovela. Caminos de Luz es una balada cantada por la protagonista Danna Paola, mientras que Cazadores de Tesores es un vago hip-hop y Reconstuyamos el Bucanero combina música folklórica mexicana con técnicas modernas de producción.
Lo Mejor de Amy incluye un DVD y una galería de fotografías junto con el CD de audio.

## Contenido

### Canciones
1. Azul Como el Cielo
2. La de La Mochila Azul
3. Caminos de Luz
4. Cazadores de Tesoros
5. Chiquita Pero Picosa
6. Reconstruyamos el Bucanero
7. Milagrito
8. Hija del Mar
9. La Marcha del Orfanato
10. Valiente
11. Corazón de Niña
12. Amor de Niños

### DVD
1. Azul como el cielo
2. Amy, Amy
3. El tiburón chimuelo
4. Piratas del risco
5. La fogata
6. ¡¡¡Minerva no te la lleves!!!
7. Bonus material